# Позика на шлюб
Позика на шлюб (рос. Ссуда на брак) — радянський художній фільм 1987 року, знятий на кіностудії «Мосфільм».

## Сюжет
Приводом для серйозних роздумів колективу одного з типових підприємств країни стала відсутність необхідного для виробництва порошку і грошей на його придбання. Співробітники вигадали привід, як отримати гроші з директорського фонду. Оформивши позику на фіктивний шлюб єдиного чоловіка підрозділу і неодруженої співробітниці, колектив тим самим організував цілком щасливий шлюб…

## У ролях
- Михайло Кислов — Микола Миколайович
- Лідія Смирнова — Олена Михайлівна
- Тетяна Конюхова — Валентина
- Інна Макарова — Анна Казначеєва, акторка
- Нонна Мордюкова — Тетяна Іванівна, хірург
- Людмила Шагалова — Казначеєва, хвора
- Ніна Меньшикова — Варвара Петрівна, керівниця
- Марія Виноградова — мати Варвари Петрівни
- Ніна Агапова — перекладачка
- Олександр Пятков — перукар-іноземець
- Любов Соколова — Степанида, сторож
- Ніна Крачковська — журналістка
- Лариса Кронберг — журналістка
- Людмила Купіна — Людочка, медсестра
- Олена Покатілова — Олена, практикантка з редакції
- Олена Аржанік — Олена, практикантка з редакції

## Знімальна група
- Режисер-постановник та сценарист — Костянтин Воїнов
- Оператор — Ігор Бек
- Композитор — Максим Дунаєвський
- Художник — Валентин Вирвич